# セバスティアーノ・ヴェニエル

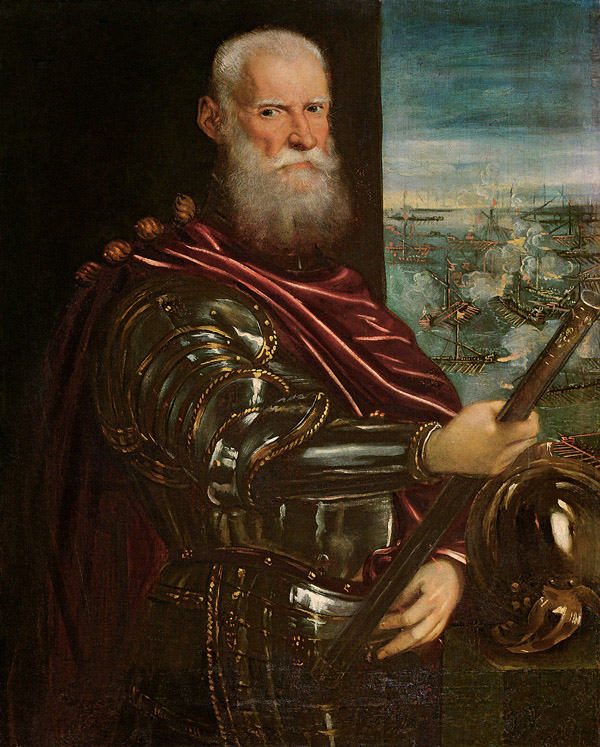
セバスティアーノ・ヴェニエル、ティントレット画

セバスティアーノ・ヴェニエル （Sebastiano Venier, 1496年 - 1578年3月3日）は、ヴェネツィアの元首（ドージェ）。ヴェニエロ（Veniero）という表記もされる。81歳という高齢で元首に選出された（在任：1577年 - 1578年）。
若い頃は弁護士として働いていた。1565年のヴェネツィアとオーストリア・ハプスブルク家との国境紛争での会議では主席代表。1570年のトルコの攻勢が予想されるコルフ島に施政官（軍事面での最高責任者）として赴任中、現地のヴェネチツィアの船乗りから「メッセール・バスティアン（ミスター・砦）」の綽名でよばれる。
1571年レパントの海戦ではヴェネツィア軍海軍総司令官に任命される（当時75歳）。大変怒りっぽい人物であったとされる。
姪チェチーリア・ヴェニエル＝バッフォをイスラム教に改宗させ、1536年にオスマン帝国のスルタンに売り渡した。彼女が寵愛を受ければ、スルタンをヴェネツィア寄りに操縦できるのが目的であったという。ヌール・バヌと改名した彼女はセリム2世の側室の1人となり、ムラト3世を生んだ。
1578年、ドゥカーレ宮殿（元首官邸）が火災で著しい被害を受け、心痛から心臓発作で亡くなった。